# جيمس ليلي
جيمس ليلي (بالإنجليزية: James R. Lilly)‏ (15 يناير 1928 – 12 نوفمبر 2009) دبلوماسي أمريكي، عمل سفيراً للولايات المتحدة الأمريكية إلى الصين خلال أحداث مظاهرات ساحة تيانانمن 1989.